# Petiveriaceae
Petiveriaceae C.Agardh, 1824 è una famiglia di piante angiosperme dell'ordine Caryophyllales.

## Tassonomia
La famiglia comprende i seguenti generi:
- Gallesia Casar.
- Hilleria Vell.
- Ledenbergia Klotzsch ex Moq.
- Monococcus F.Muell.
- Petiveria Plum. ex L.
- Rivina Plum. ex L.
- Schindleria H.Walter
- Seguieria Loefl.
- Trichostigma A.Rich.